# Wallfahrtskapelle Aigner Kreuz

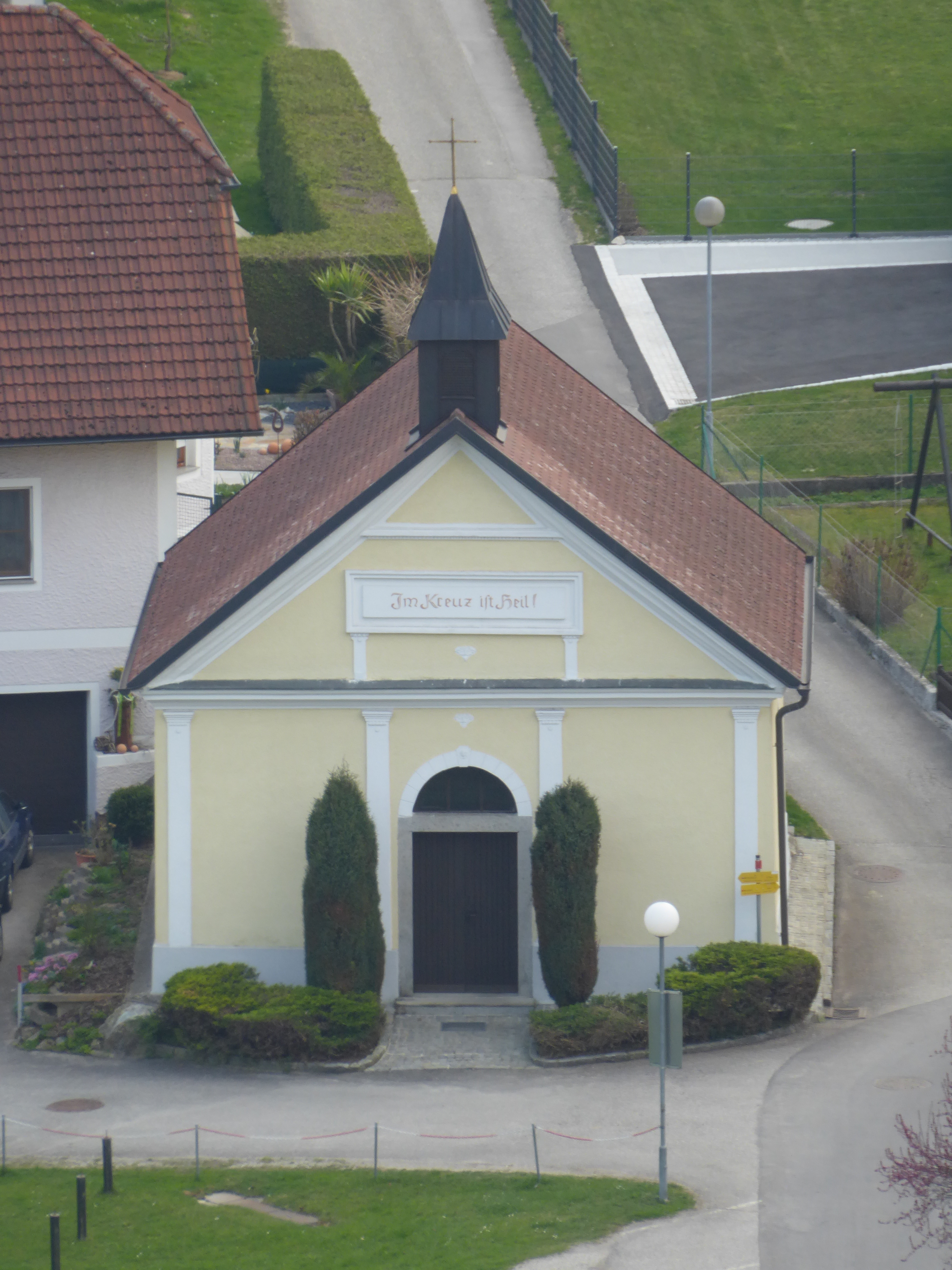
Katholische Wallfahrtskapelle Aigner Kreuz in Neuaigen

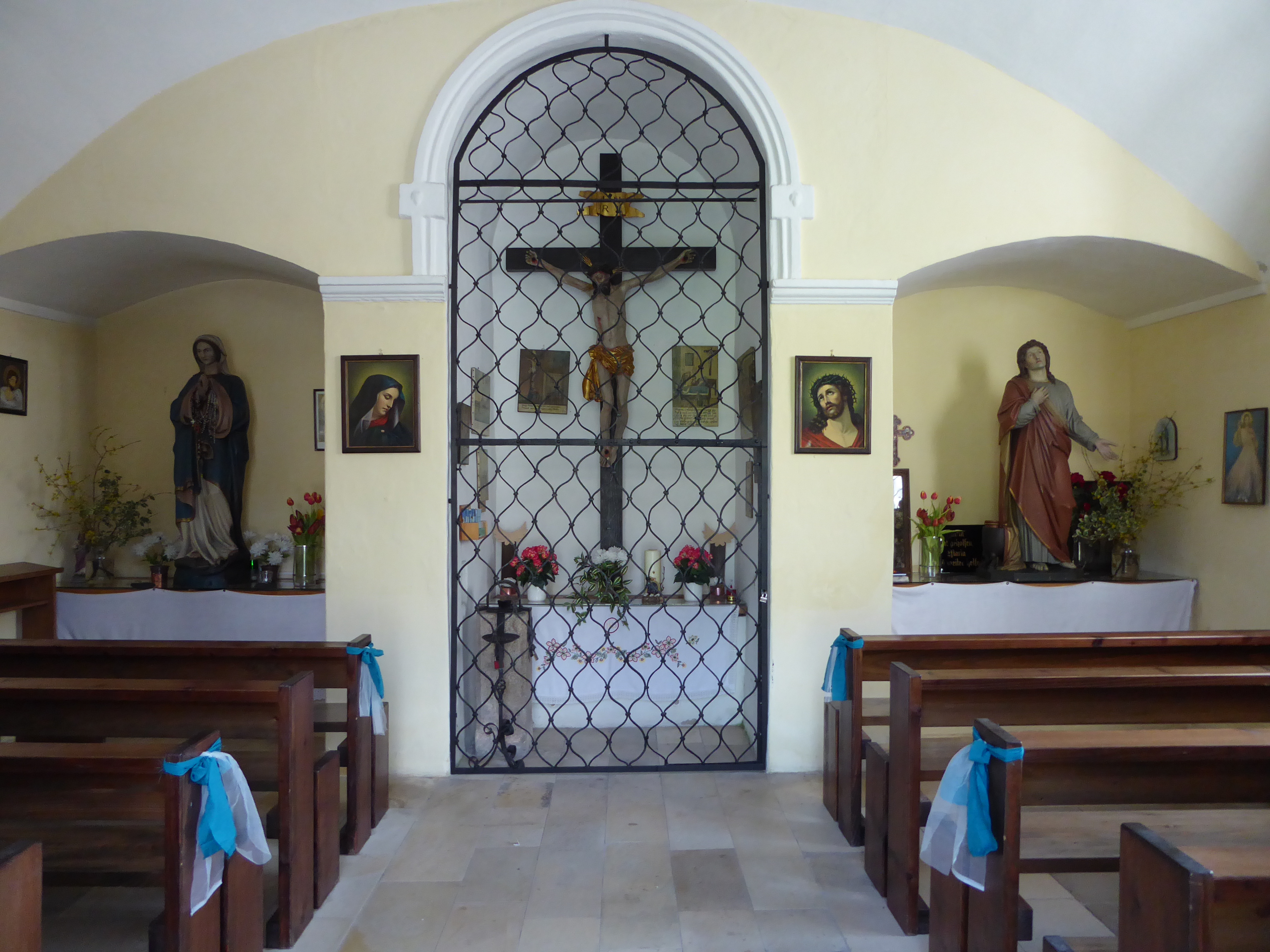
Kapelleninneres, Blick zur Altarwand

Die römisch-katholische Wallfahrtskapelle Aigner Kreuz steht in der Ortschaft Neuaigen in der Marktgemeinde Bad Kreuzen im Bezirk Perg in Oberösterreich. Die dem Patrozinium Heiliges Kreuz unterstellte Wallfahrtskapelle gehört zum Dekanat Grein in der Diözese Linz. Die Kapelle steht unter Denkmalschutz (Listeneintrag).

## Geschichte
Die Kapelle wurde im Jahr 1852 erbaut.

## Architektur
Der für eine Kapelle große Giebelbau mit einem Dachreiter hat eine historistische Hauptfront mit einer Lisenengliederung und einem betonten Dreiecksgiebel mit Im Kreuz ist Heil! beschriftet.
Das Kircheninnere zeigt ein Platzlgewölbe und an der Altarwand eine mittige schlanke Rundbogennische flankiert von zwei niedrigeren flachbogigen Nischen.

## Einrichtung
Das Kruzifix entstand in der ersten Hälfte des 18. Jahrhunderts. Die Kapelle beinhaltet Teile und Figuren der ehemaligen neugotischen Altäre der Pfarrkirche Bad Kreuzen.